# 待田堂子
待田 堂子（まちだ とうこ）は、日本の脚本家、愛知県出身。

## 来歴
シナリオ・センター青山校卒業。在学中の1999年、橋田寿賀子シナリオ新人賞佳作入選。現在はアクターズユニット「PADETRE」をプロデュース・脚本・演出をつとめる傍ら、舞台の演出・脚本、アニメ・ドラマ・映画の脚本・構成を手がける。

## 参加作品

### テレビアニメ
2001年
- ゴーゴー五つ子ら・ん・ど（脚本）

2002年
- ふぉうちゅんドッグす（2002年 - 2003年、脚本）

2003年
- WOLF'S RAIN（脚本）
- 最遊記RELOAD（2003年 - 2004年、脚本）

2004年
- ぱずりーず（脚本）
- 最遊記RELOAD GUNLOCK（脚本）
- サムライチャンプルー（脚本）
- みどりのくにのこえだちゃん（2004年 - 2005年、メインライター・脚本）

2005年
- クレイアニメ 太鼓の達人（メインライター・脚本）
- おねがいマイメロディ（2005年 - 2006年、脚本）

2006年
- 無敵看板娘（シリーズ構成・脚本）
- アクビガール（脚本）
- 少年陰陽師（2006年 - 2007年、脚本）

2007年
- Master of Epic The Animation Age（脚本・挿入歌作詞）
- らき☆すた（シリーズ構成・脚本）
- もっけ（2007年 - 2008年、脚本）

2007年-
- それいけ!アンパンマン（脚本）

2008年
- アリソンとリリア（シリーズ構成・脚本）

2009年
- スティッチ!（脚本）
- ティアーズ・トゥ・ティアラ（シリーズ構成・脚本）
- GA 芸術科アートデザインクラス（シリーズ構成・脚本）

2010年
- 聖痕のクェイサー（脚本）
- おおかみかくし（シリーズ構成・脚本）
- あにゃまる探偵 キルミンずぅ（脚本）
- 刀語（脚本）
- アマガミSS（脚本）
- FORTUNE ARTERIAL 赤い約束（脚本）
- 海月姫（脚本）

2011年
- これはゾンビですか?（脚本）
- 戦国乙女〜桃色パラドックス〜（シリーズ構成・脚本）
- 聖痕のクェイサーII（脚本）
- 猫神やおよろず（シリーズ構成・脚本）
- THE IDOLM@STER（シリーズ構成・脚本）

2012年
- アマガミSS+ plus（脚本）
- 輪廻のラグランジェ（脚本）
- これはゾンビですか? オブ・ザ・デッド（脚本）
- 戦国コレクション（脚本）
- 這いよれ! ニャル子さん（脚本）
- つり球（脚本）
- 宇宙兄弟（脚本）
- 輪廻のラグランジェ season2（脚本）

2013年
- AMNESIA（シリーズ構成・脚本）
- 遊☆戯☆王ZEXAL II（脚本）
- カーニヴァル（シリーズ構成・脚本）
- やはり俺の青春ラブコメはまちがっている。（脚本）
- はたらく魔王さま！（脚本）
- ダンガンロンパ 希望の学園と絶望の高校生 The Animation（脚本）
- 犬とハサミは使いよう（脚本）
- ガリレイドンナ（脚本）
- 東京レイヴンズ（脚本）
- ルパン三世 princess of the breeze 〜隠された空中都市〜（脚本）

2014年
- いなり、こんこん、恋いろは。（シリーズ構成・脚本）
- ハマトラ（シリーズ構成協力）
- Wake Up, Girls!（シリーズ構成・脚本）
- ノブナガ・ザ・フール（脚本）
- 棺姫のチャイカ（シリーズ構成・脚本）
- DRAMAtical Murder（シリーズ構成・脚本）
- アカメが斬る!（脚本）

2015年
- 長門有希ちゃんの消失（シリーズ構成・脚本）
- SHOW BY ROCK!!（シリーズ構成・脚本）
- アルスラーン戦記（脚本）
- コメット・ルシファー（脚本）

2016年
- 昭和元禄落語心中（脚本）
- エンドライド（シリーズ構成・脚本）
- クロムクロ（脚本）
- なめこ〜せかいのともだち〜（脚本）
- SHOW BY ROCK!! しょ〜と!!（シリーズ構成・脚本）
- マクロスΔ（脚本）
- アイカツスターズ!（ - 2018年、脚本）
- アルスラーン戦記 風塵乱舞（脚本）
- SHOW BY ROCK!!#（シリーズ構成・脚本）
- Lostorage incited WIXOSS（脚本）
- CHEATING CRAFT（脚本）

2017年
- チェインクロニクル 〜ヘクセイタスの閃〜（シリーズ構成・脚本）
- 昭和元禄落語心中 -助六再び篇-（脚本）
- この素晴らしい世界に祝福を!2（脚本）
- 風夏（2017年、脚本）
- ロクでなし魔術講師と禁忌教典（シリーズ構成・脚本）
- 有頂天家族2（脚本）
- プリプリちぃちゃん!!（脚本）
- DIVE!!（シリーズ構成・脚本）
- セントールの悩み（シリーズ構成・脚本）

2018年
- BORUTO-ボルト- -NARUTO NEXT GENERATIONS-（脚本）
- からかい上手の高木さん（脚本）
- こみっくがーるず（脚本）
- Caligula -カリギュラ-（シリーズ構成・脚本）
- ハッピーシュガーライフ（シリーズ構成・脚本）
- はるかなレシーブ（シリーズ構成・脚本）
- クレヨンしんちゃん（2018年 - 、脚本）

2019年
- ソウナンですか?（シリーズ構成・脚本）
- 旗揚!けものみち（シリーズ構成・脚本）
- アサシンズプライド（脚本）
- ポケットモンスター（2019年 - 2023年、脚本）

2020年
- ランウェイで笑って（シリーズ構成・脚本）
- SHOW BY ROCK!! ましゅまいれっしゅ!!（脚本）
- 球詠（シリーズ構成・脚本）
- まえせつ!（シリーズ構成・脚本）
- いわかける! - Sport Climbing Girls -（シリーズ構成・脚本）
- かえるのピクルス - きもちのいろ -（脚本）

2021年
- SHOW BY ROCK!! STARS!!（シリーズ構成・脚本）
- SDガンダムワールド ヒーローズ（シリーズ構成・脚本）
- うらみちお兄さん（シリーズ構成・脚本）
- 出会って5秒でバトル（シリーズ構成・脚本）
- プラオレ!〜PRIDE OF ORANGE〜（シリーズ構成・脚本）
- ジャヒー様はくじけない!（脚本）

2022年
- 賢者の弟子を名乗る賢者（脚本）
- 史上最強の大魔王、村人Aに転生する（脚本）
- うちの師匠はしっぽがない（シリーズ構成・脚本）
- 農民関連のスキルばっか上げてたら何故か強くなった。（シリーズ構成・脚本）

2023年
- 異世界のんびり農家（シリーズ構成・脚本）
- 最強陰陽師の異世界転生記（シリーズ構成・脚本）
- ドラえもん（テレビ朝日版第2期）（脚本）
- この素晴らしい世界に爆焔を!（脚本）
- とあるおっさんのVRMMO活動記（シリーズ構成・脚本）
- はめつのおうこく（脚本）

2024年
- ループ7回目の悪役令嬢は、元敵国で自由気ままな花嫁生活を満喫する（シリーズ構成・脚本）
- ヴァンパイア男子寮（シリーズ構成・脚本）
- HIGHSPEED Étoile（脚本）
- 魔王軍最強の魔術師は人間だった（シリーズ構成・脚本）

2025年
- 不遇職【鑑定士】が実は最強だった（シリーズ構成）
- 真・侍伝YAIBA（シリーズ構成）
- 最強の王様、二度目の人生は何をする?（脚本）
- 雨と君と（シリーズ構成・脚本）
- しゃばけ（シリーズ構成）
- 友達の妹が俺にだけウザい（シリーズ構成）
- 東島丹三郎は仮面ライダーになりたい（シリーズ構成）

2026年
- 綺麗にしてもらえますか。（シリーズ構成・脚本）

時期未定
- 父は英雄、母は精霊、娘の私は転生者。（シリーズ構成・脚本）

### 劇場アニメ
2014年
- Wake Up, Girls! 七人のアイドル（脚本）

2023年
- 機甲英雄 劇場版 我與我等於無限大（系列構成・脚本）
- 劇場版 ポールプリンセス!!（脚本）

### OVA
2004年
- アニメ古典文学館「万葉集」（脚本）

2005年
- 僕は妹に恋をする（脚本）

2008年
- らき☆すたOVA（脚本）

2009年
- 異世界の聖機師物語（脚本）

2010年
- グラール騎士団（脚本）

2011年
- ああっ女神さまっ いつも二人で（脚本）

### Webアニメ
2013年
- 宮河家の空腹（シリーズ構成）

2019年
- 7SEEDS（シリーズ構成）
- SDガンダムワールド 三国創傑伝（シリーズ構成）
- 機甲英雄 機鬥勇者（シリーズ構成）

2021年
- 天空侵犯（シリーズ構成）

2022年
- ポールプリンセス!!（脚本）

### ドラマ
2005年
- ディビジョン1『正三角形の定義』（脚本）

### 映画
2006年
- ラブサイコ（脚本）

### 舞台
2016年
- SHOW BY ROCK!! MUSICAL〜唱え家畜共ッ!深紅色の堕天革命黙示録ッ!!〜（ストーリー原案）

2017年
- Wake Up, Girls! 青葉の記録（脚本）

2018年
- Wake Up, Girls! 青葉の軌跡（脚本）

### 小説
- らき☆すた ゆるゆるでぃず（2009年4月 角川スニーカー文庫）- 原作：美水かがみ、イラスト：堀口悠紀子
- 宮河家の空腹（2014年2月 角川スニーカー文庫）- 原作：美水かがみ、イラスト：はらぺこ・華々つぼみ
- 葵小僧Knight（2014年2月 ぽにきゃんBOOKS）- イラスト：宇佐美皓一
- 小説版 Wake Up, Girls! それぞれの姿（2014年4月 学研パブリッシング）- 原案：山本寛、イラスト：U.G.E
- SHOW BY ROCK!! 聖MIDI女学園高等部 〜ぷるぷる♪すとろべりー〜（2015年12月 ぽにきゃんBOOKS）- 原作：サンリオ、イラスト：ぐみちょこ
- まえせつ！のまえせつ（2020年12月 KADOKAWA）- 原作：むげんだい∞、イラスト：美水かがみ

### 漫画
- 東京レイヴンズ ‐Girls Photograph‐（原作：あざの耕平、作画：横山コウヂ、構成担当）
- リトル・チャレンジャー Wake Up,Girls!-side I-1club-（原案：山本寛、作画：U.G.E、ネーム原案担当）